# Siljan (lago)
Il lago Siljan è un lago della Svezia e con i suoi 292 km² è il settimo lago del Paese per superficie.

## Descrizione

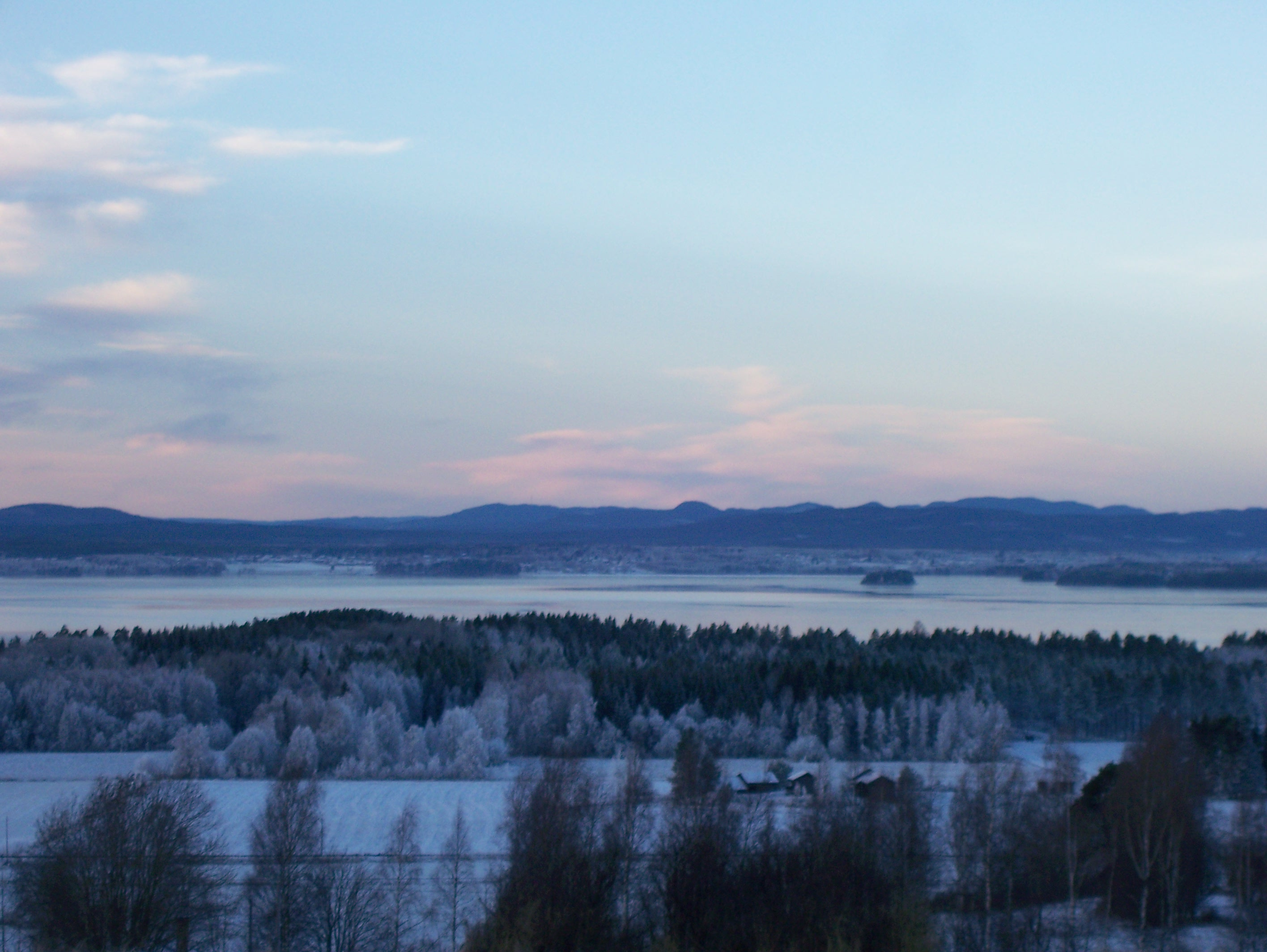
Il Siljan nel dicembre 2006.

Il Siljan è localizzato al centro della contea di Dalarna e riceve le acque dei fiumi Österdalälven e Oreälven; l'Österdalälven è anche il principale emissario, il quale confluisce poi nel fiume Dalälven che sfocia infine nel mar Baltico.
I maggiori centri abitati sulle coste del lago sono Mora, Rättvik, Tällberg.
Includendo i laghi adiacenti Orsasjön e Insjön, la superficie totale del lago raggiunge 354 km². La profondità massima raggiunge i 134 m e la sua superficie si trova a 161 m s.l.m.
Il Siljan costituisce l'arco sud-occidentale di un grande cratere da impatto, noto come Siljansringen ("anello del Siljan" in svedese).
La zona circostante è particolarmente nota come destinazione turistica. I boschi sono percorsi da diversi sentieri escursionistici e ciclabili, mentre i rilievi vicini ospitano stazioni sciistiche. Sulle coste del lago sorgono diversi stabilimenti balneari.
La fauna del lago è particolarmente variegata; questa include il pesce persico, l'acerina, la bottatrice, l'alburno, il rutilo, lo sperlano, il lavarello, il coregone bianco, lo spinarello e il leucisco.

### Cratere da impatto
Il Siljansringen venne formato 377 milioni di anni fa, nel Devoniano, dall'impatto di un meteorite ed è ben visibile dalle immagini satellitari. Il cratere originario, oggi per la maggior parte eroso, si stima che avesse un diametro di 52 km, facendone il più grande d'Europa (escludendo la Russia).
Le rocce sedimentarie del Cambriano, Ordoviciano e del Siluriano, deformate dall'impatto, sono molto ricche di fossili.
Negli anni '80 si diffuse la convinzione che l'area attorno al lago potesse ospitare un accumulo di idrocarburi, ma le seguenti esplorazioni si rivelarono infruttuose. Sono presenti tuttavia grandi miniere di zinco e piombo nella zona attorno a Boda.

## Esplorazione di idrocarburi

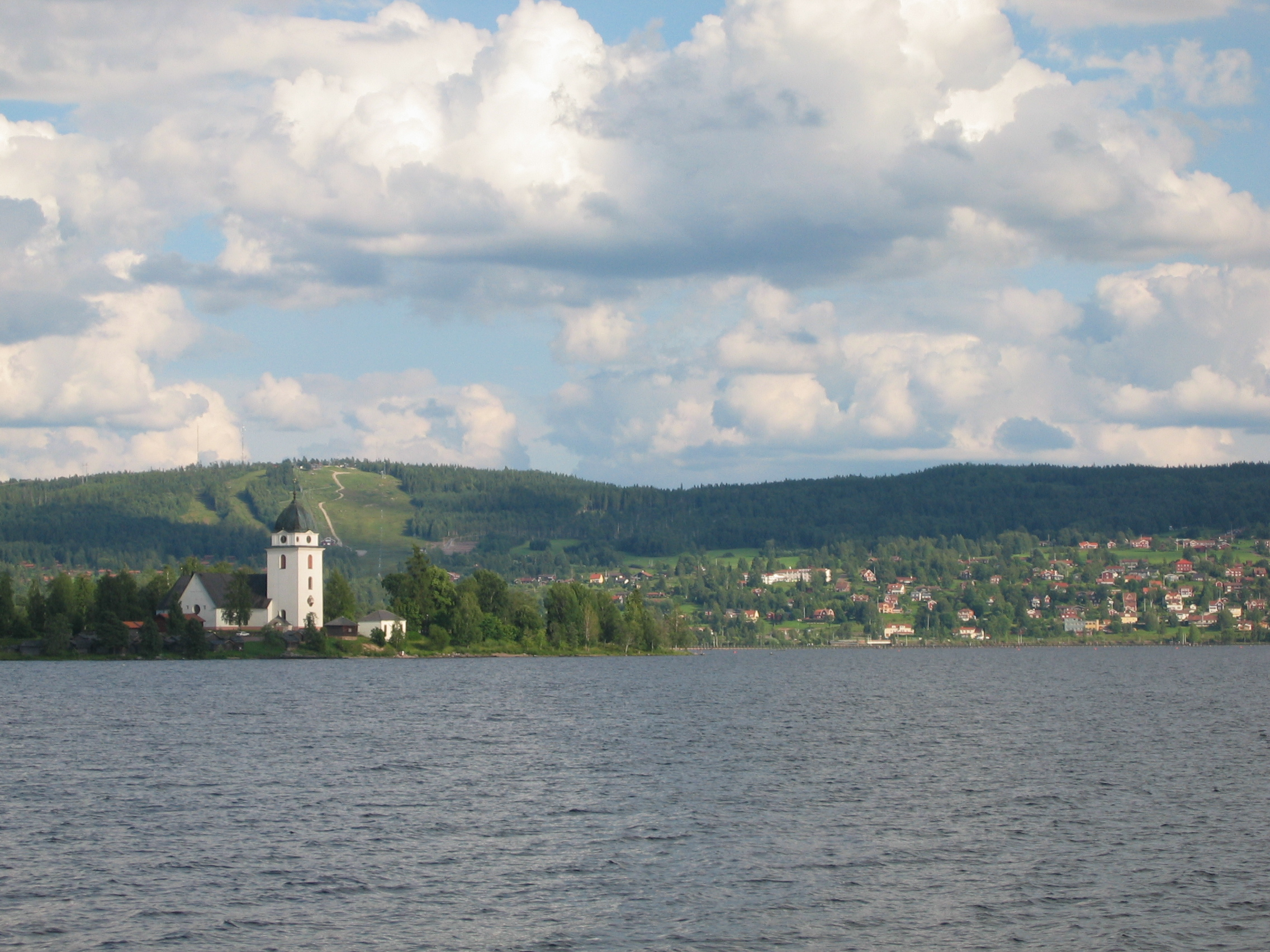
La chiesa di Rättvik vista dal lago.

I primi interessi sull'area derivavano da alcune misurazioni della resistività delle rocce all'interno del Siljansringen, significativamente inferiore rispetto alle aree circostanti, oltre alla presenza di tracce di metano e idrocarburi pesanti nei terreni della zona. Il progetto, iniziato per interessi commerciali, attirò presto l'attenzione della comunità scientifica per via della particolare geologia dell'obiettivo minerario (granito fratturato) e dei potenziali risvolti in alcune teorie, tra cui quella sull'origine abiotica del petrolio.
La società di generazione di elettricità statale Vattenfall venne così incaricata di perforare un pozzo esplorativo in cerca di gas naturale. Il pozzo, denominato Gravberg-1, venne perforato nella parte nord-orientale del Siljansringen a partire dal 1 luglio 1986 e raggiunse una profondità finale di 6.957 m, trovando limitati accumuli di petrolio sebbene non avesse raggiunto tutti gli obiettivi minerari.
Il pozzo non produsse mai in maniera significativa (solo 84 barili) e non entrò mai in una fase di sfruttamento commerciale.
Un secondo pozzo, Stenberg-1, venne perforato al centro del Siljansringen, a 12 km dal primo pozzo, fino ad una profondità di 6.500 m; ma il risultato fu simile avendo prodotto solo modeste quantità di gas.